# Таныши
Та́ныши (чув. Танăш) — деревня в Красноармейском районе Чувашии. Входит в состав Исаковского сельского поселения.

## Топонимика
Название от чув. танǎш / тантăш «ровесник, сверстник» (см. тантăш; ср. казах., татар. таныш «знакомый»— Географические названия Чувашской Республики

### Исторические названия
Степная Янгил(ь)дина, Малая Шатма тож; Околоток деревни Первая Янгильдина; Танаши, 1897; чув. Танăш Шетмĕ, 1923.

## География
Расстояние до Чебоксар 56 км, до райцентра 7 км, до ж.-д. станции 23 км. 

Расположена на левом берегу реки Малая Шатьма.
Рядом с деревней расположен пруд, хозяйственное использование которого (орошение земель) осуществляет СХПК «Нива». Объём водохранилища — 1500 m³, площадь водного зеркала — 43 га.

## Административно-территориальное подчинение
С XVIII века до 1922 год — в составе Кинярской волости Чебоксарского уезда, Убеевской волости Ядринского уезда, 

в 1922—1927 гг. — в составе Цивильского уезда, 

в 1927—1935 гг. — в составе Цивильского района,

в 1935—1940 гг. — в составе Траковского района, 

в 1940—1962 гг. — в составе Красноармейского района,

в 1962—1965 гг. — в составе Цивильского района,

с 1965 года — в составе Красноармейского района.

## История
В 19 в. околоток деревни Первая Янгильдина (ныне в составе деревни).

В 1931 образован колхоз «Красный пахарь».

## Население
| 2010 | 2012 |
| ---- | ---- |
| 112  | ↗145 |

Жители — чуваши, до 1724 ясачные, до 1866 государственные крестьяне; занимались земледелием, животноводством, рогожно-кулеткацким, портняжным, сапожно-башмачным, шорным промыслами.

Число дворов и жителей: 

Первая Янгильдина: в 1721 году — 159 мужчин; 1747 год — 222 мужчины; 1762—1763 годы — 236 мужчин;

Таныши: в 1795 году (вместе с выселками) — 296 мужчин, 330 женщин; 1858 — 65 мужчин, 68 женщин; 1906 — 54 двора, 138 мужчин, 136 женщин; 1926 — 75 дворов, 158 мужчин, 186 женщин; 1939 год — 180 мужчин, 203 женщины; 1979 — 95 мужчин, 134 женщины; 1999 — 58 дворов, 172 чел.; 2002 — 55 дворов, 133 человека: 64 мужчины, 69 женщин; 2010 — 44 частных домохозяйства, 112 человек: 55 мужчин, 57 женщин.

В 1781—1782 гг. согласно «Ведомости о наместничестве Казанском» в деревне «…Степная Янгил(ь)дина, Малая Шатма тож… при речке Улухмане» Цивильского уезда числилось 38 душ крещёных чуваш.

В 1859 году в казённом околотке Таныши Ядринского уезда «при речке Малой Шатьме» числилось 5 дворов (17 жителей мужского пола и 18 — женского).

В «Списке селений Казанской губернии» 1897 года — Танаши, д. ч., 247 чел., Первое Янгильдинское второе (общество), Ядринский уезд, Убеевская волость.
К 1907 году в Танышах Убеевской волости Ядринского уезда насчитывалось 274 душ «обоего пола», чуваш.

## Экономика
Функционирует СХПК «Нива» (2010).

## Социальная инфраструктура
Имеются клуб, магазин.
Улицы: Вербовая, Верхняя, Зелёная, Овражная, Плотинная, Речная, Центральная.

Переулок: Асфальтный

### Культура и религия
Согласно архивным сведениям от 1899 года жители деревни являлись прихожанами Введенской церкви села Малая Шатьма (Введенское, ныне — Исаково).

## Знаменитые уроженцы
- Николаев, Георгий Николаевич — художник по текстилю, заслуженный художник Чувашской АССР.
- Юрий Семендер — чувашский поэт и переводчик.